# Škrbina, Avstrija
Škrbin(j)a (nemško Skarbin) je vas z 18 prebivalci (na dan: 1. januar 2024), ki spada pod trško naselje Grabštanj na Koroškem.
Stoji v vzhodnih Gurah na okoli 710 m nadmorske višine na istoimenski planoti Škrbinja. Vas obdajajo obsežni gozdovi. Na vzhodu se Gure spuščajo deloma pravokotno na Dravo. Na zahodu se planota spusti do nižine Sabuatach. Njive na Škarbini in pašnike si delita dve kmetiji, splošno znani kot Melcher in Kaiser. Zgrajenih je bilo tudi nekaj počitniških hiš. Elektrifikacija je potekala šele leta 1969. Kraj je približno 20 kilometrov severno od avstrijsko-slovenske meje, Drava pa teče približno kilometer vzhodno od vasi. Grabštanj, središča trškega naselja, se nahaja približno 2,5 kilometra severozahodno od vasi in je dostopen po cesti, ki je bila zgrajena šele leta 1955.